# Бэньси
Бэньси́ (кит. упр. 本溪, пиньинь Běnxī) — городской округ в провинции Ляонин КНР.

## История
В 1876 году в этих местах был создан уезд Хуайжэнь. В 1906 году был создан уезд Бэньси (в честь озера Бэньсиху). В 1939 году уезд был преобразован в город Бэньсиху, в 1942 произошла авария на шахте, где погибли 1549 человек, в 1948 году город Бэньсиху стал городом Бэньси.
После того, как в результате гражданской войны эти места перешли под контроль коммунистов, Бэньси перешёл в 1949 году под прямое управление Народного правительства Северо-Востока. После ликвидации Народного правительства Северо-Востока Бэньси стал в 1952 году городом центрального подчинения (при этом к нему были присоединены земли расформированного уезда Бэньси), а после образования в 1954 году провинции Ляонин — городом провинциального подчинения.
В 1956 году был вновь создан отдельный уезд Бэньси, при этом он остался под юрисдикцией города Бэньси. В 1958 году под юрисдикцию властей города Бэньси перешёл уезд Хуаньжэнь. В 1959 году из уезда Бэньси был выделен новый городской район Нюсиньтай (牛心台区), который в 1966 году был переименован сначала в Цайтунь (彩屯区), а затем в Лисинь (立新区); в том же 1966 году уезд Хуаньжэнь был передан под юрисдикцию Даньдуна, но в 1975 году он был возвращён под юрисдикцию города Бэньси. 
В 1984 году район Лисинь был разделён на районы Миншань и Наньфэнь.
В 1989 году уезды Бэньси и Хуаньжэнь были преобразованы в автономные уезды.

## Население
Основное население составляют ханьцы, маньчжуры и хуэй.

## Административно-территориальное деление
Городской округ Бэньси делится на 4 района, 2 автономных уезда:
| Карта | Карта                                  | Карта                                  | Карта           | Карта                   | Карта                   | Карта         | Карта                      |
| ----- | -------------------------------------- | -------------------------------------- | --------------- | ----------------------- | ----------------------- | ------------- | -------------------------- |
|       |                                        |                                        |                 |                         |                         |               |                            |
| #     | Статус                                 | Название                               | Иероглифы       | Пиньинь                 | Население (2003, прим.) | Площадь (км²) | Плотность населения (/км²) |
| 1     | Район                                  | Пиншань                                | 平山区          | Píngshān qū             | 350 000                 | 177           | 1977                       |
| 2     | Район                                  | Сиху                                   | 溪湖区          | Xīhú qū                 | 220 000                 | 320           | 688                        |
| 3     | Район                                  | Миншань                                | 明山区          | Míngshān qū             | 300 000                 | 410           | 732                        |
| 4     | Район                                  | Наньфэнь                               | 南芬区          | Nánfēn qū               | 80 000                  | 619           | 129                        |
| 5     | Бэньси-Маньчжурский автономный уезд    | Бэньси-Маньчжурский автономный уезд    | 本溪满族 自治县 | Běnxī Mǎnzú zìzhìxiàn   | 300 000                 | 3362          | 89                         |
| 6     | Хуаньжэнь-Маньчжурский автономный уезд | Хуаньжэнь-Маньчжурский автономный уезд | 桓仁满族 自治县 | Huánrén Mǎnzú zìzhìxiàn | 300 000                 | 3547          | 85                         |

## Экономика

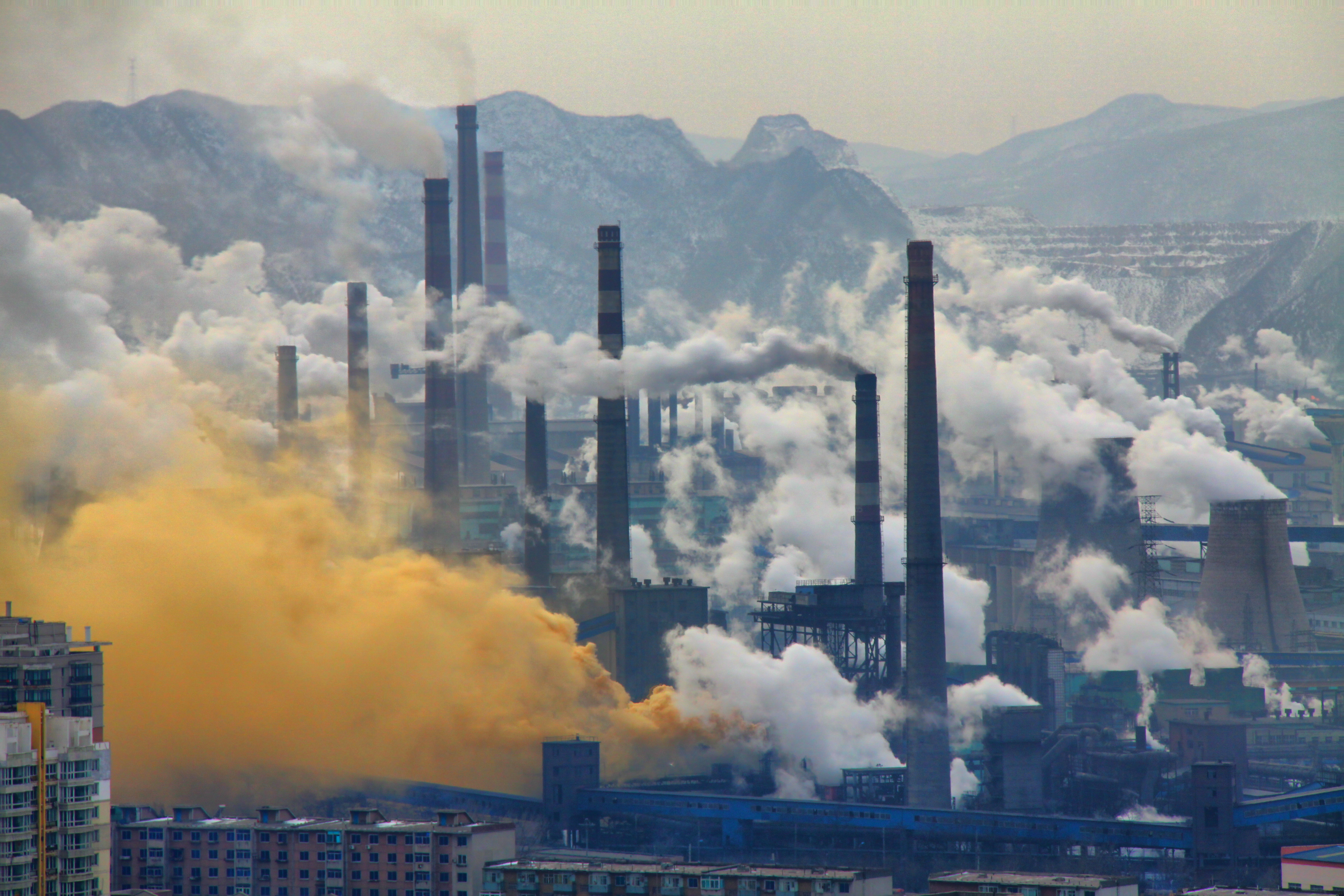
Металлургический завод в Бэньси

В округе производят железо, сталь и цемент, добывают уголь, железную руду и уран. В Бэньси расположен металлургический завод Benxi Steel (Bensteel Group).
На реке Даяхэ строится гидроаккумулирующая электростанция мощностью 1600 МВт.

## Транспорт
Город обслуживают железная дорога Шэньян — Даньдун и скоростная железнодорожная линия Шэньян — Даньдун.

## Образование
В Бэньси находится кампус Ляонинского университета традиционной китайской медицины.

## Международные отношения

### Города-побратимы
- Пеория, Иллинойс, США
- Брамптон, Онтарио, Канада